# Seked
Seked ist ein Begriff aus der altägyptischen Architektur. Er beschreibt die Neigung einer Fläche und wurde insbesondere beim Bau der Pyramiden verwendet. Damit wird das Verhältnis einer waagerechten Strecke in der Einheit Finger zu einer senkrechten Strecke mit der Abmessung 28 Finger (eine Elle) beschrieben.

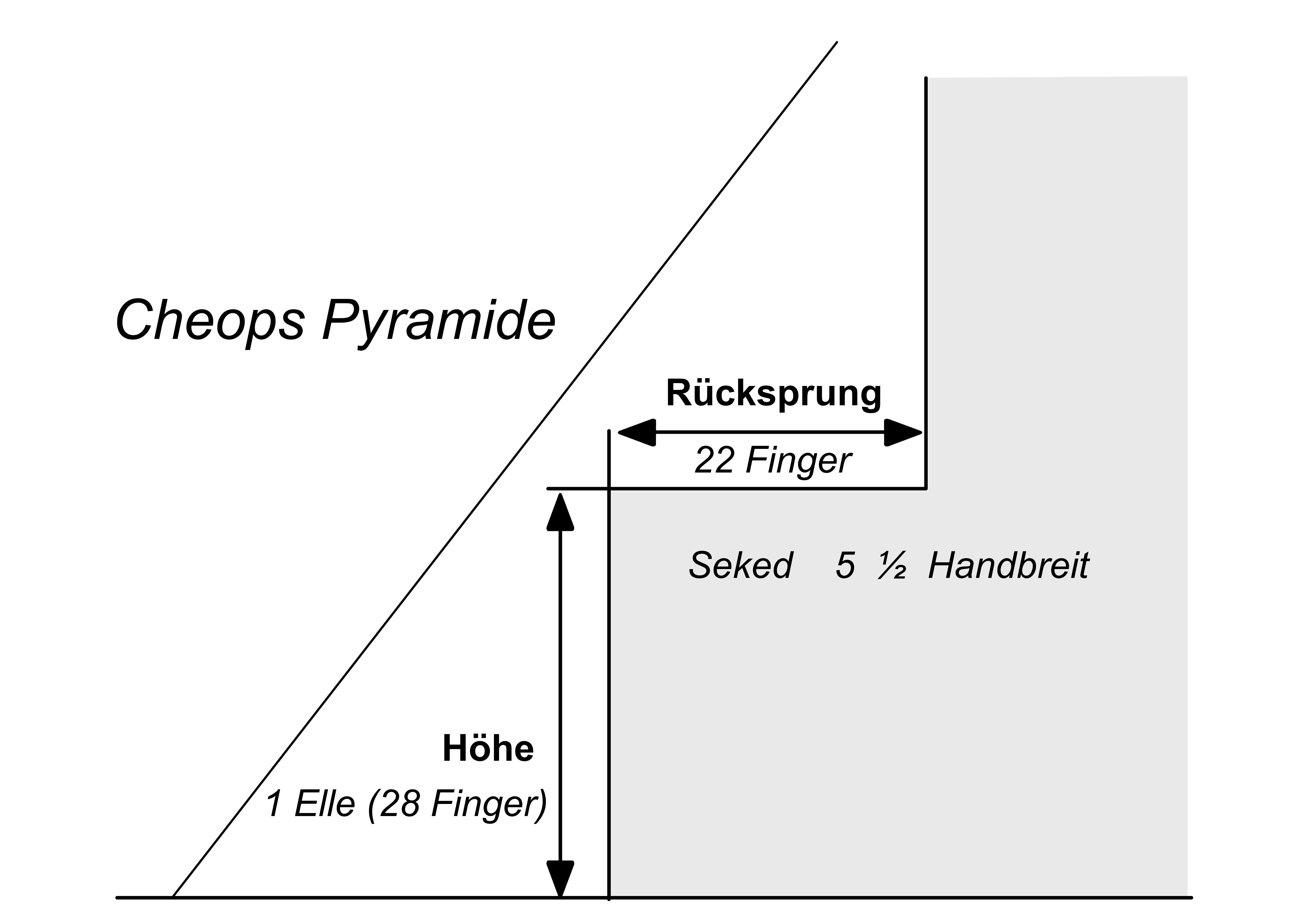
Rücksprung des Verkleidungsmauerwerks der Cheops-Pyramide

Die heute benutzte Definition des Winkels als Verhältnis zwischen Kreisbogen und Radius war im Alten Ägypten offensichtlich nicht bekannt. Für die Einhaltung der beim Bau für die jeweilige Pyramide festgelegten Neigung der Außenverkleidung musste daher das Verhältnis zwischen einer Elle in der Senkrechten und einer der Neigung entsprechenden waagerechten Strecke angesetzt werden. Dafür wurde der Begriff Seked (Rücksprung) verwendet. Dieser beträgt bei der Cheops-Pyramide 22 Finger auf eine Elle.

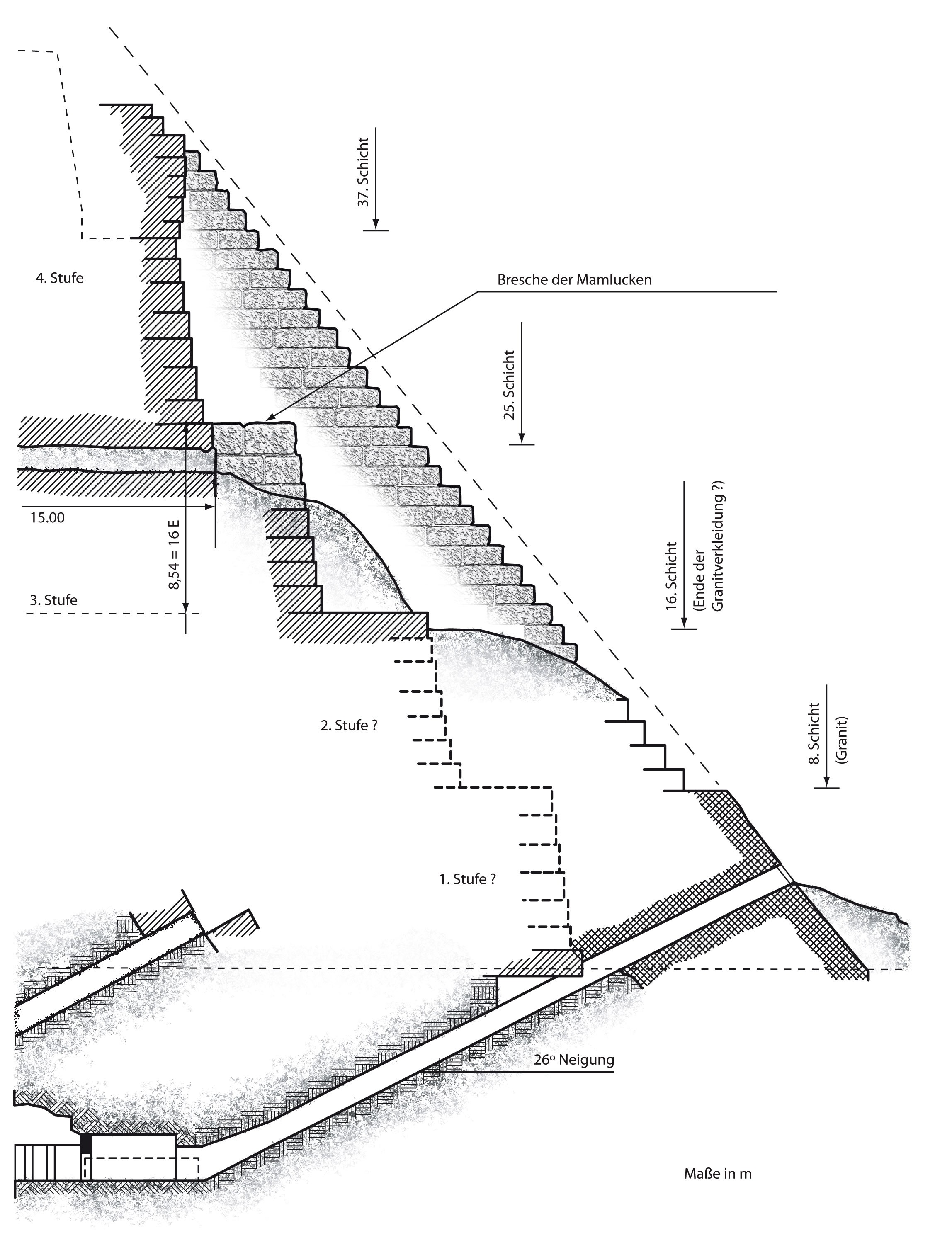
Schnitt Pyramide des Mykerinos

Das stufenförmige Kernmauerwerk der Pyramiden, welches im Alten Reich ab dem Bau der Cheops-Pyramide archäologisch nachgewiesen ist, wurde mit den Schichten des Verkleidungsmauerwerks ausgefüllt. Daran wurden die Steinschichten der Außenverkleidung und der äußeren Verkleidungsschicht der Pyramiden aus feinporigem Kalkstein bzw. aus Granit mit dem vorgegebenen Neigungswinkel angebracht. In der Bresche in der Mykerinos-Pyramide an deren Nordseite ist dies zu sehen: In der Schnittzeichnung sind die Kernstufen drei und vier, die Schichten des Verkleidungsmauerwerks und die äußere Fläche der Außenverkleidung (gestrichelt) dargestellt.

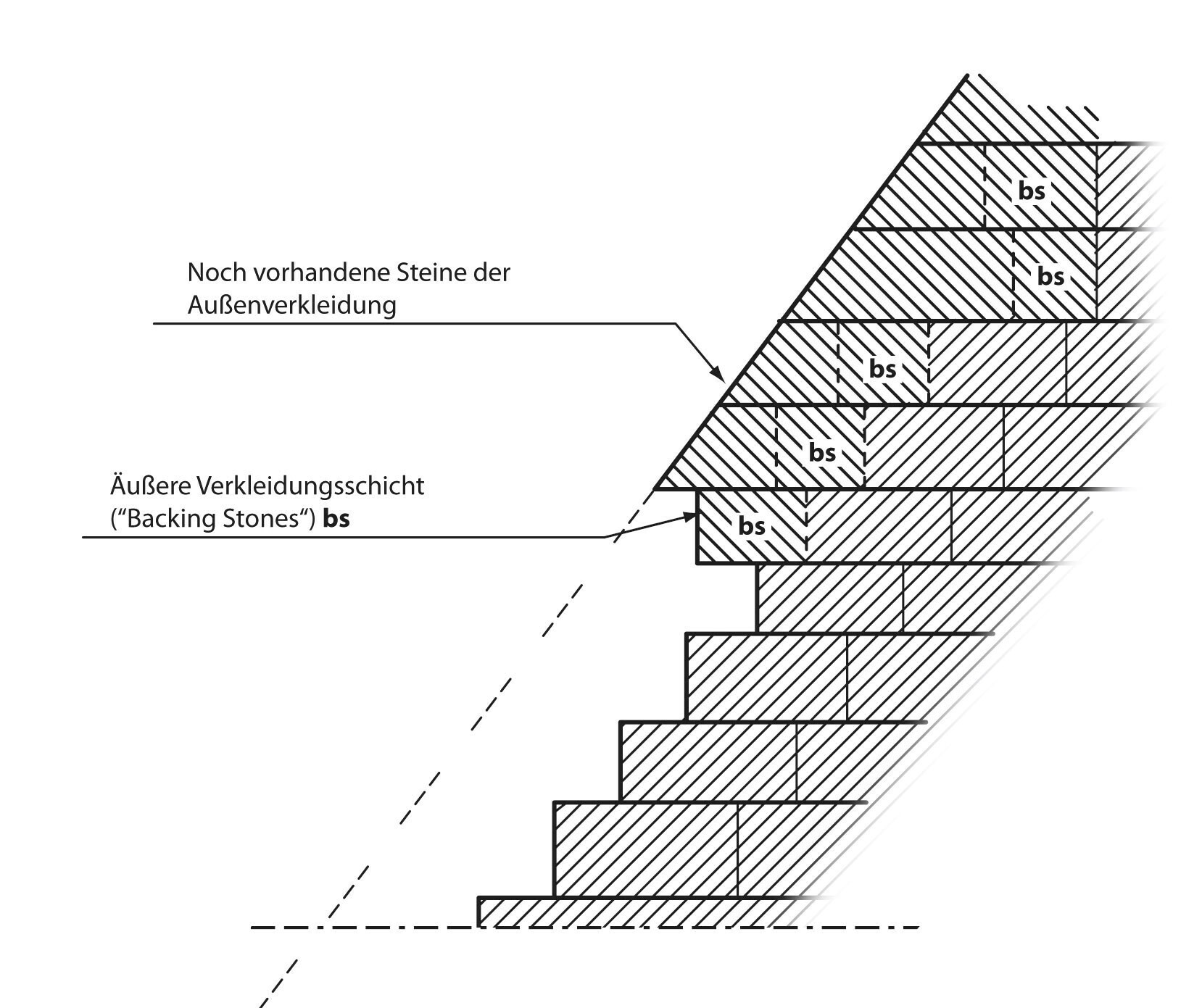
Backing Stones und Verkleidungsmauerwerk der Chephren-Pyramide

Die äußere Schicht des Verkleidungsmauerwerks (Backing Stones) und die daran angesetzten Steine der Außenverkleidung mussten den vorgegebenen Rücksprung einhalten. Der nächsthöhere Stein der Außenverkleidung lag dann auf einem Teil der Oberfläche des äußeren Steins des Verkleidungsmauerwerks (Backing Stones) auf. Um dies umzusetzen, wurden die äußeren Schichten des Verkleidungsmauerwerks stets mit Steinen derselben Höhe wie diejenigen der Außenverkleidung ausgeführt. Die an der Spitze der Chephren-Pyramide komplett vorhandenen Steinschichten des Verkleidungsmauerwerks zeigen diese Bauweise.

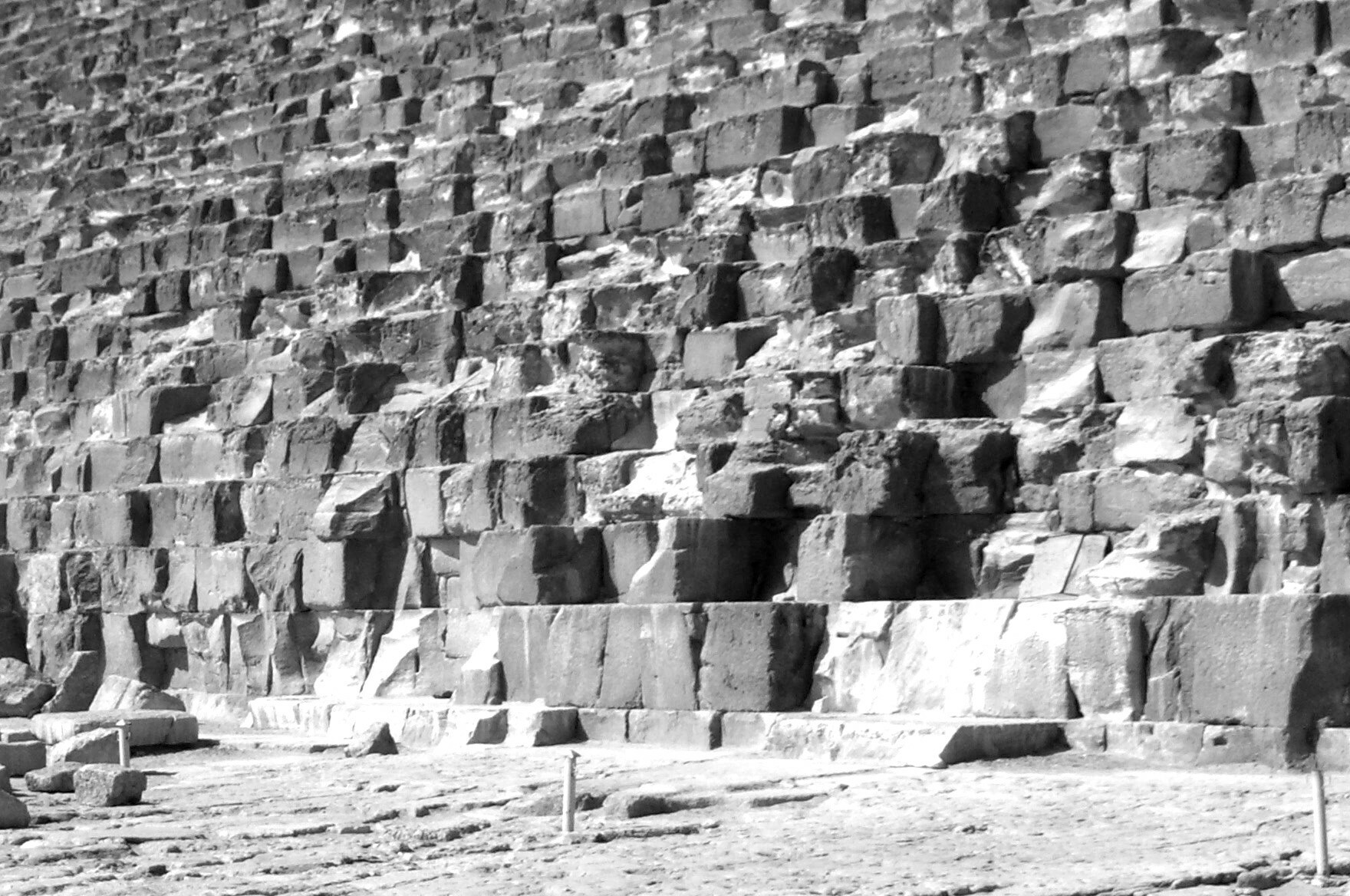
Waagerechte Anordnung des Verkleidungsmauerwerks der Cheops-Pyramide

Durch ständiges Messen zum Einhalten des Rücksprungs beim Einbau der Steine des Verkleidungsmauerwerks war es auch möglich, Steinlagen mit unterschiedlichen Höhen zu verbauen und dennoch den vorgegebenen Rücksprung einzuhalten. Wegen der Kontrollmessungen müssen die Steine der Außenverkleidung einer Steinlage stets die gleiche Höhe aufweisen. Dies ist bei der Cheops-Pyramide sichtbar.

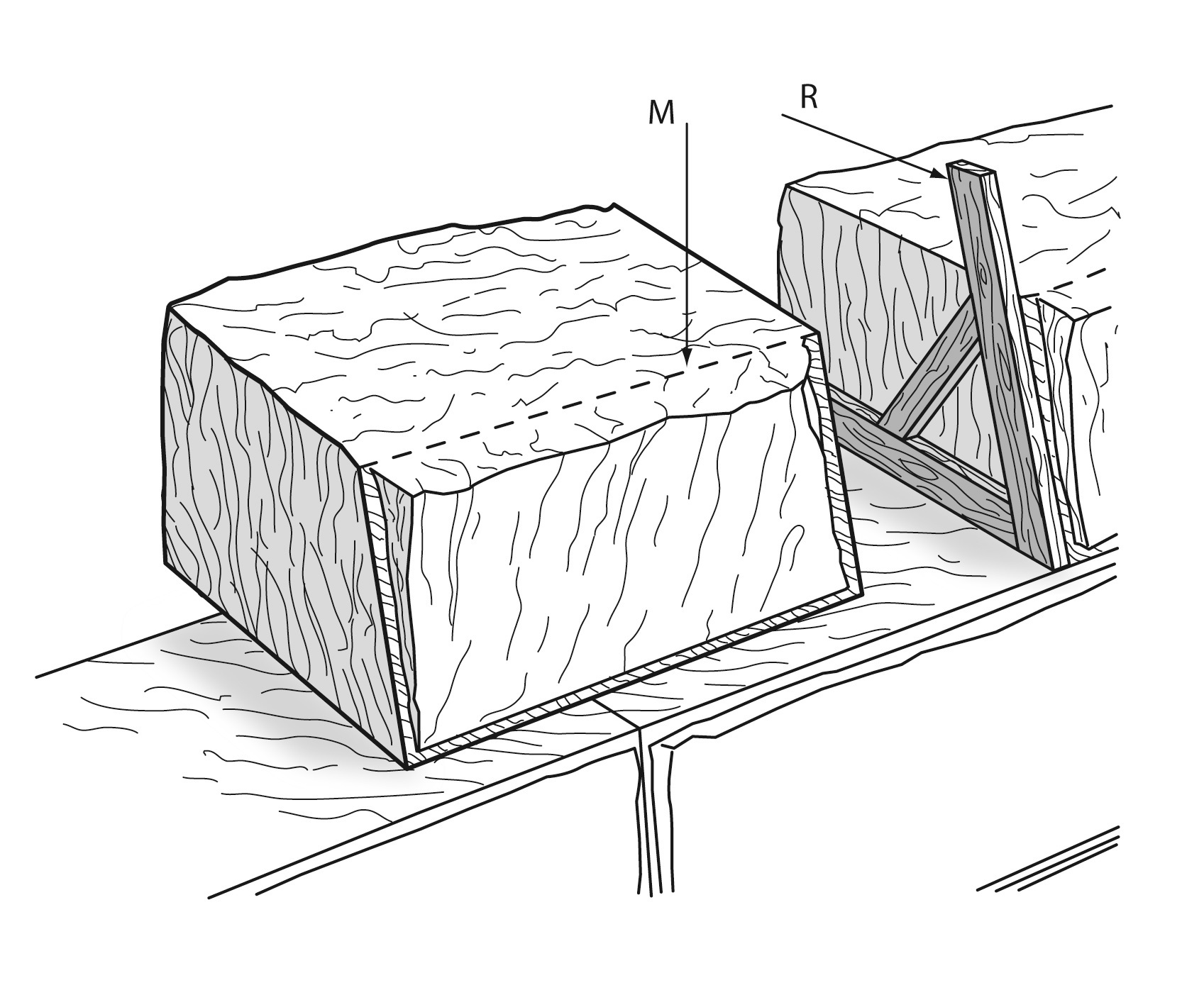
Kennzeichnung der Außenkante und des Neigungswinkels der Außenverkleidung

Die einzelnen Steinblöcke bzw. Steinplatten wurden auf der Baustelle vor dem Transport zum Einbauort auf der Pyramide in ihren horizontalen Auflageflächen plan bearbeitet. Die Vorderseiten stehen in Bossen, d. h., die Außenfläche ist noch nicht geglättet. Die Trennung erfolgte mittels Sägen in die gewünschten Breite. Die so „benachbarten Steine“ wurden gekennzeichnet und in derselben Steinschicht nebeneinander eingebaut. An den Stoßflächen zu den Nachbarsteinen wurde ein schmaler Streifen entsprechend der festgelegten Neigung (Rücksprung) eingearbeitet, um für die spätere Glättung der Außenfläche diesbezügliche Markierungen und eine Auflage für das Seked-Messgerät zu haben. Auf der oberen Auflagefläche ist eine Markierung angebracht, die eine exakte Positionierung des zu verlegenden Steines auf der Markierung der darunter liegenden Steinschicht ermöglicht. Als abschließende Baumaßnahmen an der Pyramide wurden die Bossen von der Pyramidenspitze aus nach unten hin geglättet.

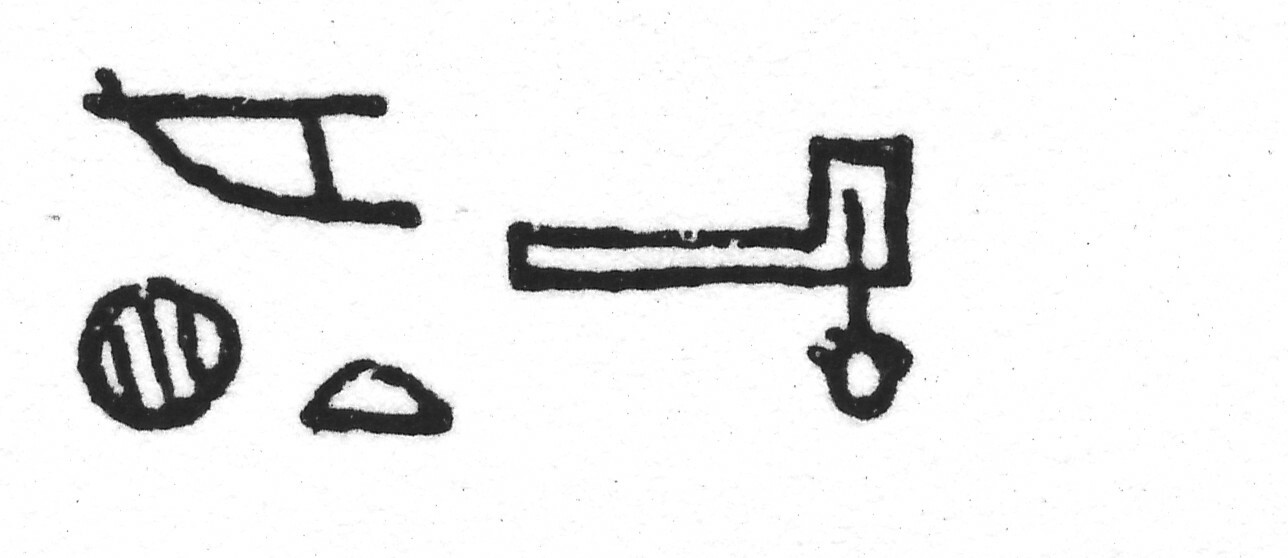
Hieroglypenzeichen für Merchet

Für das Vermessen des Seked wurde ein Gerät verwendet, welches als Merchet
(mrḫ.t) bezeichnet wurde. Seine Hieroglyphe wurde von Ermann und Grapow beschrieben.

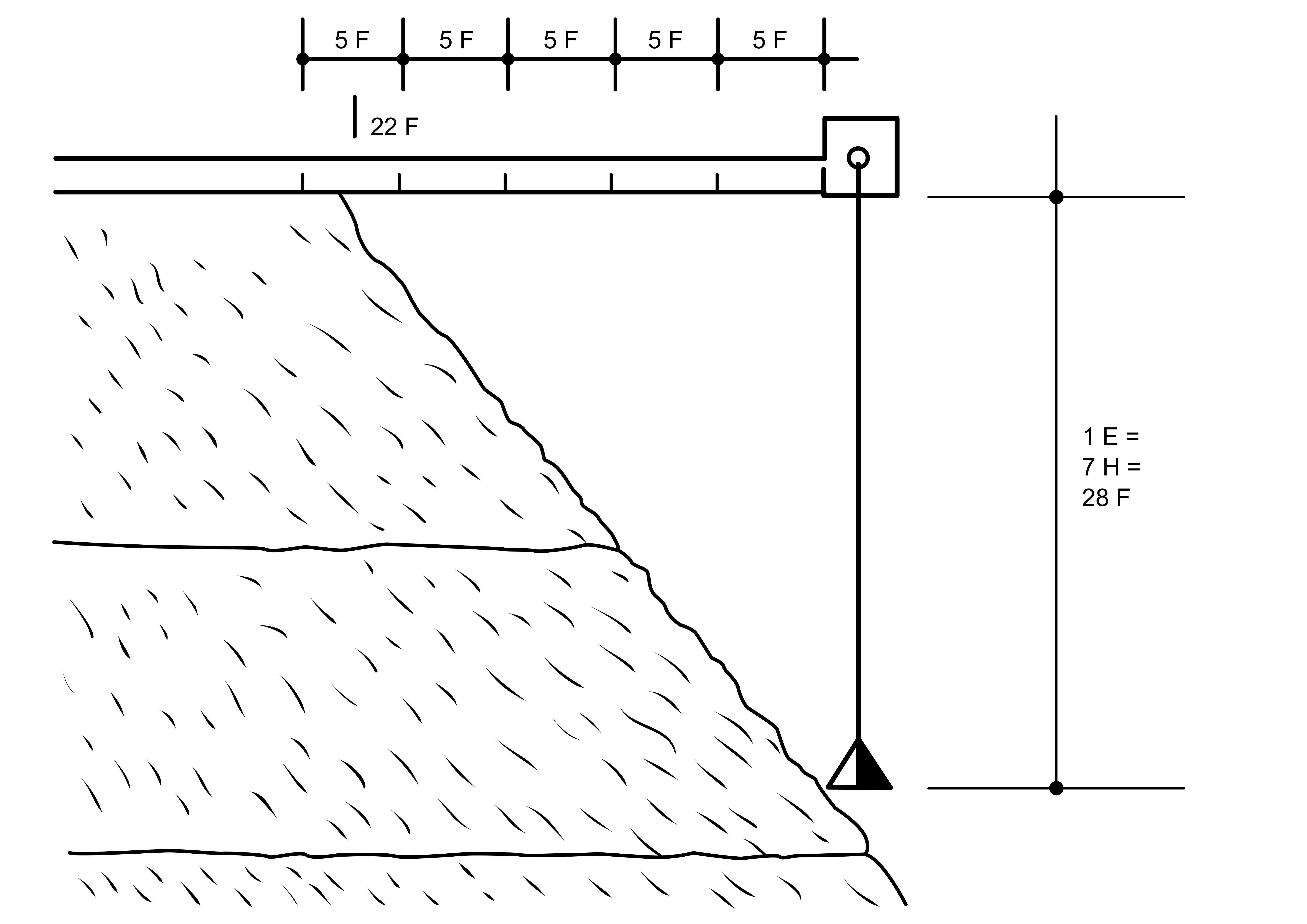
Seked-Messgerät nach Winkler

Das Gerät besteht aus einer Holzleiste mit einem daran befestigten Holzklötzchen, in dessen Mittelbohrung eine Schnur mit herunterhängendem Lot mit der Länge einer Elle (28 Fuß) angebracht ist. Eine auf der waagerechten Leiste angebrachte Setzwaage ermöglicht dann die exakte Vermessung eines Rücksprungs. Die Leiste (Beispiel Cheops-Pyramide) ist mit einer Maßeinteilung von 25 Fingerbreiten versehen. So kann der vorgegebene Rücksprung von 22 Fingern am Stein der jeweiligen Schicht der Außenverkleidung kontrolliert werden.

## Rücksprünge der Pyramiden des Alten und Mittleren Reichs
| Pyramiden               | Rücksprung              | Neigungswinkel |
| ----------------------- | ----------------------- | -------------- |
| Meidum-Pyramide         | 22 Finger auf eine Elle | 51°50'33"      |
| Knickpyramide unten     | 20 Finger auf eine Elle | 54°27'44"      |
| Knickpyramide oben      | 30 Finger auf eine Elle | 43°22'00"      |
| Rote Pyramide           | 28 Finger auf eine Elle | 45°00'00"      |
| Cheops-Pyramide         | 22 Finger auf eine Elle | 51°50'33"      |
| Radjedef-Pyramide       | 22 Finger auf eine Elle | 51°50'33"      |
| Chephren-Pyramide       | 21 Finger auf eine Elle | 53°07'48"      |
| Mykerinos-Pyramide      | 22 Finger auf eine Elle | 51°50'33"      |
| Userkaf-Pyramide        | 21 Finger auf eine Elle | 53°07'48"      |
| Sahure-Pyramide         | 23 Finger auf eine Elle | 50°36'00"      |
| Neferirkare-Pyramide    | 21 Finger auf eine Elle | 53°07'48"      |
| Niuserre-Pyramide       | 22 Finger auf eine Elle | 51°50'33"      |
| Djedkare-Pyramide       | 22 Finger auf eine Elle | 51°50'33"      |
| Unas-Pyramide           | 19 Finger auf eine Elle | 55°48'30"      |
| Teti-Pyramide           | 21 Finger auf eine Elle | 53°07'48"      |
| Pepi-I.-Pyramide        | 21 Finger auf eine Elle | 53°07'48"      |
| Merenre-Pyramide        | 21 Finger auf eine Elle | 53°07'48"      |
| Pepi-II.-Pyramide       | 21 Finger auf eine Elle | 53°07'48"      |
| Amenemhet-I.-Pyramide   | 20 Finger auf eine Elle | 54°27'44"      |
| Sesostris-I.-Pyramide   | 24 Finger auf eine Elle | 49°23'55"      |
| Sesostris-II.-Pyramide  | 31 Finger auf eine Elle | 42°05'21"      |
| Sesostris-III.-Pyramide | 23 Finger auf eine Elle | 50°36'00"      |
| Amenemhet-III.-Pyramide | 18 Finger auf eine Elle | 57°15'50"      |
| Hawara-Pyramide         | 25 Finger auf eine Elle | 48°14'23"      |